# A-1 (wrestler)
Alastair Charles Ralphs, meglio conosciuto come A-1 o A-One (Placentia, 22 maggio 1977), è un wrestler canadese.

## Personaggio

### Mosse finali
- Pumphandle powerbomb
- Royal Flush (Arm trap hangman's neckbreaker)

### Manager
- Scott D'Amore
- Jade Chung

## Titoli e riconoscimenti
- Border City Wrestling
  - BCW Can-Am Heavyweight Championship